# Richard Grosse
Richard Grosse (geboren am 22. Mai 1944 in London) ist ein deutscher Chemiker. Er wurde promoviert und habilitierte sich im Fach Biochemie, war Professor für Biochemie an der Akademie der Wissenschaften der DDR und gründete 1994 in Berlin ein humangenetisches Diagnostiklabor, die IMMD GmbH. 2018 beendete er seine berufliche Tätigkeit und widmet sich seitdem ausschließlich seiner Arbeit als Autor.

## Leben
Richard Grosse ist der Sohn des nach London emigrierten KPD-Funktionärs und Widerstandskämpfers Hermann Grosse (1906–1986) und seiner Frau Elisabeth geb. Gelb (1911–1994). Er studierte von 1963 bis 1968 Chemie in Moskau, wurde promoviert und habilitierte sich im Fach Biochemie an der Akademie der Wissenschaften der DDR und wurde dort 1982 zum Professor für Biochemie berufen. Bis 1991 war er am Zentralinstitut für Molekularbiologie in Berlin-Buch in der zellbiologischen Forschung tätig. Von Richard Grosse erschienen in nationalen und internationalen Fachzeitschriften zahlreiche Artikel.
Seine Arbeiten über molekulare Mechanismen der Zellteilung wurden 1991 mit einer Einladung als „Fogarty Scholar-in-Residence at the National Institutes of Health“ in Bethesda/USA gewürdigt. Nach dem Aufenthalt in Bethesda/USA und einer Gastprofessur in Bergen/Norwegen verließ er 1994 die Forschung und gründete in Berlin mit zwei Partnern das Institut für Medizinische Molekulardiagnostk (IMMD GmbH), das sich zu einem der führenden gendiagnostischen Labore im Berliner Raum entwickelte. Unter anderem etablierte das IMMD 1997 die ersten Genanalysen „vom Teststreifen“ für den breiten Einsatz in der Gesundheitsfürsorge Deutschlands. Ende der 1990er Jahre folgten Tests zum Nachweis erblich bedingter Krebserkrankungen (BRCA, MLH u. a.), die zytogenetische Diagnostik und genetische Abstammungs – und Spurenanalysen.
2017 beendete Richard Grosse seine Tätigkeit als Geschäftsführer der IMMD und der „Genetischen Apparategemeinschaft“, ansässig im „Ärztehaus Schönhauser Allee“ und leitete noch ein Jahr die „Medicover Genetics GmbH“. 2018 beendete er seine berufliche Tätigkeit.

## Tätigkeit als Autor
Seit 2018 widmete Richard Grosse sich ausschließlich seiner Arbeit als Autor. Er veröffentlichte eine Reihe von Kriminalromanen mit „Kommissar Bircher“ als Ermittler. Die Handlungen der ersten drei Romane spielen in Ost-Berlin, Ende der 1970er-Jahre, und erschienen zwischen 2015 und 2020 im Verlag Bild und Heimat. Im Kriminalroman „Tod im Aufbruch“ ermittelt der ehemalige Major Bircher aus Ostberlin erstmals als Kriminalhauptkommissar des LKA Berlin. Die Handlung spielt Anfang der 90er Jahre.

## Bibliografie
Kommissar Birchers Fälle:
- Mordshochhaus. Bild und Heimat, 2015, ISBN 978-3-95958-014-4.
- Russengold. Bild und Heimat, 2017, ISBN 978-3-95958-113-4.
- Schrittfehler. Bild und Heimat, 2020, ISBN 978-3-95958-266-7.
- Tod im Aufbruch. JARON Verlag, 2023, ISBN 978-3-89773-148-6.